# Montoyas y Tarantos
Montoyas y Tarantos és una pel·lícula dramàtica espanyola de 1989 dirigida per Vicente Escrivá Soriano. La pel·lícula va ser seleccionada com l'entrada espanyola per a l'Oscar a la millor pel·lícula de parla no anglesa en la 62a edició dels Premis Óscar, però no va guanyar.

## Argument
Versió de Romeu i Julieta inspirada en Los Tarantos, mostra les diferències, rivalitats i rancúnies de dues famílies gitanes, els Montoya i els Taranto, accentuades quan s'enamoren els fills dels caps d'ambdós clans, Ana Montoya y Manuel Taranto.

## Repartiment
- Cristina Hoyos - María la Taranto
- Sancho Gracia - Antonio Montoya
- Juan Paredes - Manuel Taranto
- Esperanza Campuzano - Ana Montoya
- Juan Antonio Jiménez - Mercucho
- Pepe Sancho - Teo el Picao
- Mercedes Sampietro - Soledad
- Queta Claver - Ama

## Premis
IV Premis Goya
| Categoria                        | Persona                                     | Resultat   |
| -------------------------------- | ------------------------------------------- | ---------- |
| Millor pel·lícula                | Millor pel·lícula                           | Nominada   |
| Millor fotografia                | Teo Escamilla                               | Nominat    |
| Millor muntatge                  | José Antonio Rojo                           | Nominat    |
| Millor vestuari                  | Alfonso López Barajas                       | Nominat    |
| Millor so                        | Antonio Bloch Francisco Peramos Manuel Cora | Guanyadors |
| Millor música original           | Paco de Lucía                               | Guanyador  |
| Millor maquillatge i perruqueria | Romana González Josefa Morales              | Nominats   |